# ألان باريتو دا سيلفا
ألان باريتو دا سيلفا هو لاعب كرة قدم برازيلي، ولد في 9 أغسطس 1984 في ريو دي جانيرو في البرازيل. لعب مع نادي أمريكا ونادي أولاريا أتلتيكو ونادي أيه بي سي ونادي سبورت ريسيفه ونادي فاسكو دا غاما ونادي فيلا نوفا.